# الهادي الماكني
الهادي الماكني  ولد في 22 نوفمبر 1972 في باجة، هو سياسي تونسي.

## السيرة الذاتية
تحصل الهادي الماكني على دكتوراه مرحلة ثالثة في القانون وعلى شهادة مرحلة عليا من المدرسة الوطنية للإدارة بتونس برتبة مستشار مصالح عمومية، إلى جانب شهادتين في القانون من جامعات أمريكية.[من؟]

كان بين 30 نوفمبر 2011 و5 ديسمبر 2016 عضوا ممثلا لوزارة الفلاحة بمجلس إدارة المركز الفني لتربية الأحياء المائية، وفي 19 يونيو 2012 عين عضوا ممثلا لنفس الوزارة في الهيئة التأديبية للوكالة الوطنية لمكافحة تعاطي المنشطات. 

ثم عين في 28 ديسمبر 2012 بمهام مدير التشريع بالإدارة العامة للشؤون القانونية والعقارية بوزارة الفلاحة، قبل أن يعين في 29 أغسطس 2016 مديرا لديوان رئيس الحكومة التونسية يوسف الشاهد برتبة وزير، وذلك حتى 22 يونيو 2017 أين أصبح الكاتب العام للحكومة التونسية، وذلك حتى 19 نوفمبر 2018 تاريخ تعيينه وزيرا لأملاك الدولة والشؤون العقارية في حكومة يوسف الشاهد. إنضم أواخر 2017 إلى حزب نداء تونس.